# Fred Wehle
Fred Wehle (eigentlich Alfred Wehle; * 20. August 1924 in Zittau; † 2000) war ein deutscher Grafiker.

## Leben und Werk
Wehle absolvierte von 1939 bis 1943 eine Lehre als Feinmechaniker. Danach wurde er zur Wehrmacht eingezogen und nahm am Zweiten Weltkrieg teil. Nach der Entlassung aus der Kriegsgefangenschaft arbeitete er von 1945 bis 1950 in Zittau als Grafiker und Bühnenmaler. Von 1950 bis 1953 studierte er an der Kunsthochschule Berlin-Weißensee. Danach war er als Mitglied des Verbands Bildender Künstler der DDR in Eckartsberg als freischaffender Grafiker tätig. Neben den üblichen gebrauchsgrafischen Arbeiten machte er gelegentlich auch buchgestalterische Arbeiten für lokale und regionale Publikationen, wobei er auch mit seiner Frau, der autodidaktischen Grafikerin Ingeborg Wehle, zusammenarbeitete. Nach dem Tod seiner Witwe wurde er auf den Pulsnitzer Friedhof umgebettet.

## Werke (Auswahl)

### Druckgrafik
- Zur Erinnerung an Zittau (fünf Holzschnitte; in Zittau als Mappenwerk publiziert)

### Buchillustration
- Dinosaurier. Ausmalebuch für Kinder. Oberlausitzer Verlag, Waltersdorf

### Baubezogene Kunst
- Dekorative Trennwand (1983; künstlerische Gestaltung mit Ingeborg Wehle; Speisesaal des VEB Oberlausitzer Textilbetriebe Lautex in Zittau)[2]

## Ausstellungen (mutmaßlich unvollständig)

### Einzelausstellung
- 2011: Eckartsberg, Dorfmuseum („Berührt von Eckartsberg“; mit Ingeborg Wehle, Elke Noßky, Hermann Baldauf und Werner Schlieben)

### Teilnahme an zentralen und wichtigen regionalen Ausstellungen in der Sowjetischen Besatzungszone bzw. der DDR
- 1948: Bautzen, Stadtmuseum („2. Jahresausstellung Lausitzer bildende Künstler“)[3]
- 1949: Görlitz, Aula der 10. Grundschule („3. Jahresausstellung Lausitzer Bildender Künstler“)[4]
- 1957: Berlin, Ausstellungspavillon Werderstraße („Junge Künstler der DDR“)
- 1981: Dresden, Ausstellungszentrum am Fučík-Platz („25 Jahre NVA“)
- 1985: Dresden, Bezirkskunstausstellung
- 1987/1988: Dresden, X. Kunstausstellung der DDR